# Phillip Lewitski
Phillip Daniel Joseph Lewitski (sinh ngày 9 tháng 6 năm 1997) là một diễn viên, nhà văn, nhà vận động sức khỏe tâm thần. Phillip Lewitski sinh ra ở Calgary, Alberta, Canada và là con cả thứ hai trong gia đình có tám người con. Mẹ anh, Carole, là một huấn luyện viên thức tỉnh và cha anh, Brian, là một doanh nhân. Phillip đã biểu diễn trong nhà hát kể từ khi anh ấy còn là một đứa trẻ. Anh xuất thân từ một gia đình có truyền thống âm nhạc. Phillip đến từ một tổ tiên ở Pháp, Ukraina và Mohawk. Phillip có thể chơi piano, violin và trống. Anh dành phần lớn thời gian của mình để đắm mình trong tất cả các loại hình nghệ thuật khác nhau. Vẽ bằng than, vẽ tranh, viết văn và sáng tác nhạc. Anh tham gia rất nhiều vào các cơ sở chăm sóc sức khỏe tâm thần và tình nguyện viên trong thời gian anh ấy làm việc với những thanh niên đang phải vật lộn với những ngôi nhà bị ngược đãi, bạo lực gia đình và ma túy. Năm 19 tuổi, anh xuất bản một cuốn sách có tựa đề "Inside My Head"